# Liste der Baudenkmäler im Bonner Ortsteil Ückesdorf
Die folgende Liste enthält in der Denkmalliste ausgewiesene Baudenkmäler auf dem Gebiet des Bonner Ortsteils Ückesdorf im Stadtbezirk Bonn.
Hinweis: Die Reihenfolge der Denkmäler in dieser Liste orientiert sich an den Straßennamen und ist alternativ nach Hausnummern, Denkmallistennummer oder Bezeichnung sortierbar.
Basis ist die offizielle Denkmalliste der Stadt Bonn (Stand: 15. Januar 2021), die von der Unteren Denkmalbehörde geführt wird. Grundlage für die Aufnahme in die Denkmalliste ist das Denkmalschutzgesetz Nordrhein-Westfalens.
| Bild           | Bezeichnung          | Lage                      | Beschreibung | Bauzeit | Eingetragen seit | Denkmal- nummer |
| -------------- | -------------------- | ------------------------- | ------------ | ------- | ---------------- | --------------- |
| weitere Bilder | Kapelle St. Hubertus | Hubertusstraße (14) Karte |              | 1718    | 11. Juni 1985    | A 842           |
| BW             |                      | Hubertusstraße 30 Karte   |              |         |                  | A 777           |
| BW             |                      | Hubertusstraße 35 Karte   |              |         |                  | A 2769          |